# Gripă
Gripa este o boală infecțioasă cauzată de un virus Influenza. Simptomele pot fi blânde sau severe. Cele mai întâlnite simptome sunt: febră, congestie nazală, durere de gât, dureri musculare, dureri de cap, tuse, strănut și starea de oboseală. Aceste simptome se instalează de obicei la două zile după expunerea la virus și durează mai puțin de o săptămână. Cu toate acestea, tusea poate să dureze mai mult de două săptămâni. La copii, mai pot apărea și diareea și stările de vomă, acestea fiind însă rare în cazul adulților. Diareea și stările de vomă apar și în cazul gastroenteritei, o boală ce nu are legătură cu gripa, existând posibilitatea de a fi asociate în mod eronat gripei. Printre complicațiile gripei se numără pneumonia virală, o a doua pneumonie bacteriană, sinuzită, dar și înrăutățirea condițiilor medicale deja existente, precum astmul bronșic sau insuficiența cardiacă.
Trei tipuri din cele patru ale virusului Influenza afectează oamenii: tipurile A, B și C. Nu se cunoaște ca subtipul D să afecteze oamenii, însă există riscul de a se întâmpla asta. De obicei, virusul este răspândit pe calea aerului de la tușit și strănutat. Acest lucru se întâmplă de cele mai multe ori pe distanțe relativ scurte, de aproximativ 2 metri. Se poate răspândi și prin atingerea suprafețelor contaminate de virus, urmată de atingerea gurii sau a ochilor. O persoană poate fi contagioasă pentru ceilalți atât înainte de apariția simptomelor, cât și în timpul manifestării acestora. Infecția cu virusul gripal poate fi confirmată prin verificarea prezenței virusului în gât, spută și nas. 
Spălarea frecventă a mâinilor reduce riscul de răspândire a virusului. Purtatul măștii chirurgicale de către o persoană bolnavă poate, de asemenea, reduce riscul răspândirii. Vaccinarea anuală împotriva gripei este recomandată de Organizația Mondială a Sănătății pentru cei ce prezintă un risc ridicat. Vaccinul este eficient împotriva a trei subtipuri de virus gripal, din cele patru subtipuri, și este de obicei tolerat bine de organism. Vaccinarea făcută pentru un an poate să nu mai fie eficientă și în anul următor, deoarece virusul evoluează foarte rapid. Medicamentele antivirale pot fi folosite pentru a trata gripa.
Gripa se răspândește pe glob prin focare ce au loc anual, rezultând între 3 și 5 milioane de îmbolnăviri severe și un număr de morți între 250.000 și 500.000. Aproximativ 20% dintre copiii nevaccinați și 10% dintre adulții nevaccinați sunt infectați anual. În părțile sudice și nordice ale globului, focarele au loc în principal în timpul iernii, în timp ce în jurul Ecuatorului focarele pot avea loc în orice moment al anului. Moartea apare de cele mai multe ori în cazul persoanelor tinere, vârstnice sau celor care au și alte probleme de sănătate. Focarele foarte mari sunt cunoscute ca pandemii și sunt foarte rare. În secolul al XX-lea, trei pandemii de gripă au avut loc: gripa spaniolă dintre 1918-1920 (50-100 milioane de morți), gripa asiatică în 1957 (2 milioane de morți) și gripa din Hong Kong în 1968 (un milion de morți). Organizația Mondială a Sănătății a declarat focarul de virus gripal A(H1N1) din iunie 2009 ca fiind o pandemie. Gripa poate afecta și animalele, precum porcii, caii și păsările.

## Tablou clinic
Perioada de incubație este scurtă - 1-3 zile. Debut brutal: frisoane, febră 39-40 °C, mialgii (zdrobire musculară), cefalee/ debuturi apoplectice, la tineri, cu lipotimii, colaps sau exitus (moartea) în primele 24-48 ore. Evoluția este dominată de simptome generale toxice nu de catarul respirator: febra crescuta, facies și conjunctive injectate, cefalee frontală și suborbitară, dureri ale globilor oculari la mișcare și apăsare, lombalgii, hiperestezie cutanată, somnolență sau agitație, laringo-traheită cu tuse uscată, răgușeală. Se pot asocia: vărsături, diaree, epistaxis, tahipnee (la vârstnici ca element de risc). Complicații: laringita, bronșiolita, pneumonia, meningoencefalita. În sarcină, mortalitatea prin gripă e dublă are efect teratogen în primele trei luni.

## Obiective de îngrijire
Asigurarea obligatorie a repausului la pat (gripa pe picioare poate fi letală); camere bine aerisite, fără supraîncălzire și aglomerări (risc de suprainfecție microbiană); evitarea contactului cu alte persoane (risc în dublu sens); persoanele active se izoleaza la domiciliu din motive epidemiologice. Alimentație bogată, adaptată stării bolnavului (hidrozaharat);aport caloric și hidric suficient ținând cont de febră și transpirație;dezinfecția și igiena mucoaselor: ochi, nas, gât; împachetări hipotermizante, mai ales la sugari (risc convulsivant) și bătrâni.
Mici îngrijiri cotidiene: transpirația (ștergerea cu prosop uscat, cu alcool mentolat, lenjerie schimbată), combaterea tusei, decongestionante nazale (nu se administrează sub 2 ani); sprijin pentru defecare, urinare; se interzice aspirina la copii sub 17 ani-risc de Sindrom Reye; supravegherea permanentă pentru a surprinde complicațiile: convulsii, deshidratare, senzația de sufocare, tahipnee, tahicardie sau complicații microbiene supraadăugate.

## Profilaxia gripei
Măsuri generale: izolare, dezinfecție umedă, evitarea aglomerațiilor.
Măsuri speciale: vaccinarea antigripală mai ales la persoanele cu BPOC (boală pulmonară obstructivă cronică), cardiaci, astmatici, peste 65 ani, personalul din unități de ocrotire, spitale, cei cu boli cronice (diabet, ciroză), infectați cu HIV, cei ce fac tratament cu aspirină, cortizon, citostatice, gravidele în trimestrul II și III de sarcină. 
Vaccinarea se face de obicei în lunile octombrie sau noiembrie.

## Pandemii
| Denumire                      | Perioada | Populația lumii | Subtip                            | Rata reproducerii     | Infectați (est.)                                                              | Decese la nivel global             | Mortalitate | Severitate pandemică |
| ----------------------------- | -------- | --------------- | --------------------------------- | --------------------- | ----------------------------------------------------------------------------- | ---------------------------------- | ----------- | -------------------- |
| Pandemia de gripă din 1889–90 | 1889–90  | 1.53 miliarde   | H3N8 / H2N2                       | 2.10 (IQR, 1.9–2.4)   | 20–60% (300–900 milioane)                                                     | 1 milioane                         | 0.10–0.28%  | 2                    |
| Gripa spaniolă                | 1918–20  | 1.80 miliarde   | H1N1                              | 1.80 (IQR, 1.47–2.27) | 33% (500 milioane)                                                            | 20–100 milioane                    | 2–3%        | 5                    |
| Gripa asiatică                | 1957–58  | 2.90 miliarde   | H2N2                              | 1.65 (IQR, 1.53–1.70) | 8–33% (0.25 – 1 miliarde)                                                     | 1–4 milioane                       | <0.2%       | 2                    |
| Gripa de Hong Kong            | 1968–69  | 3.53 miliarde   | H3N2                              | 1.80 (IQR, 1.56–1.85) | 7–28% (0.25 – 1 miliarde)                                                     | 1–4 milioane                       | <0.2%       | 2                    |
| Pandemia de gripă din 2009    | 2009–10  | 6.85 miliarde   | H1N1/09                           | 1.46 (IQR, 1.30–1.70) | 11-21% (0.7–1.4 miliarde)                                                     | 151,700–575,400                    | 0.03%       | 1                    |
| Gripa tipică sezonieră        | Anual    | 7.75 miliarde   | A/H3N2, A/H1N1, B, ...            | 1.28 (IQR, 1.19–1.37) | 5–15% (340 milioane – 1 miliarde) 3–11% sau 5–20% (240 milioane–1.6 miliarde) | 290,000–650,000/an                 | <0.1%       | 1                    |
| Gripa sezonieră 2019–20       | 2019–20  | 7.75 miliarde   | A(H1N1)pdm09, B/Victoria, A(H3N2) | Necunoscut            | 11% (800 milioane; USA, 34-49 milioane)                                       | 0.45-1.2 milioane (USA: 20–52,000) | <0.015%     | 1                    |
| Note 1. 2.                    |          |                 |                                   |                       |                                                                               |                                    |             |                      |